# Andy Petterson
Andrew Keith »Andy« Petterson, avstralski nogometaš, * 29. september 1969, Fremantle, Avstralija. 
Petterson je nekdanji nogometni vratar, ki je branil za večje število britanskih klubov.